# کین وینسنت یانگ
کین وینسنت یانگ (انگلیسی: Kane Vincent-Young؛ زادهٔ ۱۵ مارس ۱۹۹۶) بازیکن فوتبال اهل بریتانیا است.
از باشگاه‌هایی که در آن بازی کرده‌است می‌توان به باشگاه فوتبال کولچستر یونایتد و باشگاه فوتبال تاتنهام هاتسپر اشاره کرد.